# Monocestoides testacea
Monocestoides testacea es una especie de insecto coleóptero de la familia Chrysomelidae.
Fue descrita científicamente en 1954 por Bechyne.